# 勒奈
勒奈（法語：Renay，法語發音：[ʁənɛ]）是法国卢瓦-谢尔省的一个市镇，属于旺多姆区。

## 地理
勒奈（47°50'34"N, 1°9'58"E）面积12.05 平方千米，位于法国中央-卢瓦尔河谷大区卢瓦-谢尔省，该省份为法国中北部省份，北起厄尔-卢瓦省，东北接卢瓦雷省，东南接谢尔省，南至安德尔省，西南接安德尔-卢瓦尔省，西北接萨尔特省。
与勒奈接壤的市镇（或旧市镇、城区）包括：拉沙佩勒昂谢里、费埃、利涅尔、珀祖、罗塞、圣菲尔曼代普雷。

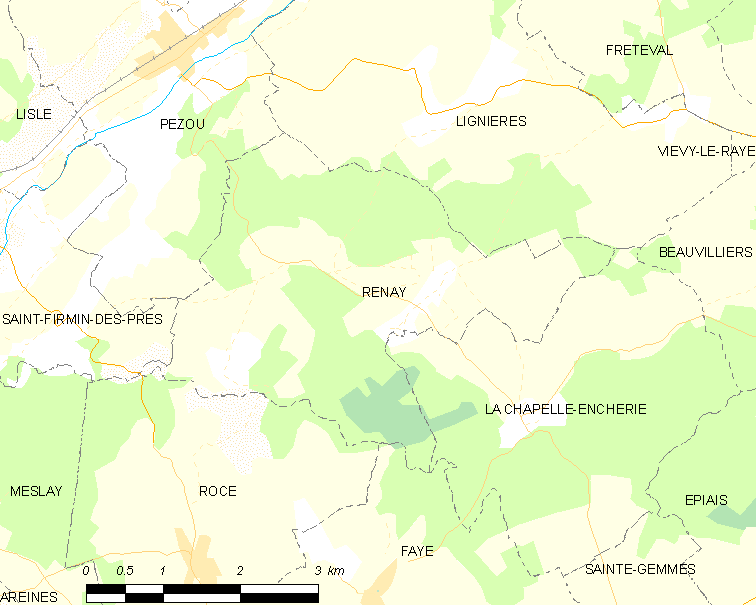
勒奈的OSM定位图

勒奈的时区为UTC+01:00、UTC+02:00（夏令时）。

## 行政
勒奈的邮政编码为41100，INSEE市镇编码为41187。

## 政治
勒奈所属的省级选区为佩尔什县。

## 人口

1962-2008年间勒奈人口变化图示

勒奈于2022年1月1日时的人口数量为176人。